# Zeitschrift für Geomorphologie
Zeitschrift für Geomorphologie (kurz: ZfG) (englisch: Annals of Geomorphology; französisch: Annales de Géomorphologie) ist eine viermalig im Jahr erscheinende, deutsch-, französisch- und englischsprachige Fachzeitschrift, die aktuelle geomorphologische Grundlagenforschung und angewendete Forschung publiziert. 2019 betrug der Impact Factor des Journals 1.063.

## Übersicht
Die ZfG ist ein internationales Journal mit Peer-Review-Verfahren und wird von Schweizbart Science Publishers verlegt. Eine Publikation ist zu allen der Geomorphologie betreffenden Themen möglich.